# Emerich Vogl
Emerich Vogl (n. 12 august 1905 — d. 29 octombrie 1971) a fost un jucător și antrenor de fotbal român, care a jucat pentru echipa națională de fotbal a României la Campionatele Mondiale de Fotbal din 1930 (Uruguay) și 1934 (Italia). Emerich Vogl a jucat la cluburile Chinezul Timișoara și Juventus București, unde a evoluat pe posturile de fundaș și mijlocaș. Ca jucător al acestor echipe a câștigat de șase ori campionatul de fotbal al României. 

## Cariera
Emerich Vogl a început să joace fotbal la juniorii Chinezului Timișoara, în anul 1921. În 1922, la vârsta de 17 ani, Vogl debuta pentru echipa mare a formației timișorene, cu care avea să câștige până în anul despărțirii de aceasta, 1929, cinci titluri de campion al României.
În 1929 s-a transferat la formația Juventus București, împreună cu Ladislau Raffinsky, colegul său de la Chinezul. În chiar primul sezon al celor doi la București, au reușit să câștige titlul de campioni, pentru Vogl fiind al șaselea. El a continuat să evolueze pentru Juventus până în 1940, anul retragerii sale din activitatea competițională.

### Echipa națională
Emmerich Vogl a jucat pentru echipa națională de fotbal între anii 1924 și 1934. El a debutat în echipa națională în luna august a anului 1924, într-un meci amical pierdut de România împotriva echipei naționale de fotbal a Cehoslovaciei. În al treilea său meci jucat pentru echipa națională, Vogl a fost numit căpitanul echipei naționale.
Emerich Vogl a marcat singurul său gol pentru echipa națională în ultimul meci disputat înainte de Campionatul Mondial de Fotbal din 1930, împotriva echipei național a Greciei, într-o victorie la scor a României, 8-1. Ca o coincidență, colegul și prietenul său, Ladislau Raffinsky, a marcat și el singurul său gol pentru echipa națională tot în acel meci.
Tot în 1930 Vogl și Raffinsky au fost selecționați printre „tricolorii” care aveau să reprezinte România la Campionatul Mondial de Fotbal 1930, însă patronul de la Astra Română, unde lucrau cei doi, le-a interzis celor doi să își părăsească locul de muncă pentru o perioadă atât de lungă de timp. Până la urmă, la intervenția lui Octav Luchide, cei doi au fost lăsați să participe la importanta competiție și au plecat, împreună cu naționala României, cu celebrul vas „Conte Verde”, spre Uruguay. Vogl a evoluat în ambele meciuri ale României, împotriva naționalelor din Peru și Uruguay.
Ultima competiție importantă la care a participat Vogl a fost Campionatul Mondial de Fotbal 1934, acolo unde România a întâlnit Cehoslovacia. România a pierdut, deși Vogl a evoluat în acest meci. Avea să fie ultimul său meci la echipa națională. Din nou o coincidență, Vogl a jucat atât primul, cât și ultimul meci pentru „tricolori” împotriva Cehoslovaciei.

## După retragere
Emerich Vogl a fost numit antrenor la Juventus București în anul 1942, la doi ani distanță de retragerea sa din activitatea de fotbalist profesionist. El a antrenat această formație până în 1949.
Vogl a antrenat și echipa națională de fotbal a României în patru mandate : mai întâi între 1942 și 1945, apoi pentru perioade scurte în 1947 și 1948, și, în final, între 1950-1951. După ce s-a lăsat de antrenorat, Vogl a fost un consultant al clubului Rapid București, între 1963 și 1967.
Din 1967 și până la data morții sale, în 1971, Vogl a fost consultant la echipa națională de fotbal a României, fiind unul din artizanii calificării României la Campionatul Mondial de Fotbal din 1970, primul pentru România după 32 de ani.

## Titluri
- Divizia A : 1923, 1924, 1925, 1926, 1927, 1930

## Distincții
- Medalia Muncii (19 noiembrie 1952) pentru rezultatele obținute la Jocurile Olimpice de vară de la Helsinski[2]